# Horan (chanteuse)
Pour les articles homonymes, voir Horan.
Choi Soo-jin (hangeul: 최수진; née le 5 juillet 1979), mieux connue sous le nom de Horan (hangeul: 호란) est une chanteuse et actrice sud-coréenne. Elle est la chanteuse du groupe sud-coréen electropop Clazziquai, qui s'est formé en 2001 et qui a débuté en 2004 avec l'album Instant Pig.

## Biographie

### Jeunesse
Horan est née en Corée du Sud le 5 juillet 1979. Elle a étudié la langue et la littérature française ainsi que la psychologie à l'Université Yonsei.
En juillet 2016, Horan révèle dans l'émission The Genius Scouters diffusée sur SBS qu'elle a été victime de harcèlement au lycée.

### Vie privée
Le 30 mars 2013, Horan s'est mariée au Seoul Gangnam Renaissance Hotel avec un technicien informatique avec qui elle sortait à l'université. Fluxus a annoncé que le couple avait divorcé en juillet 2016 après trois ans de mariage.
Le 29 septembre 2016 vers 6h du matin, Horan percute le chauffeur d'un camion de nettoyage sur le pont de Seongsu à Séoul, alors qu'elle était en route pour présenter son émission de radio quotidienne sur SBS Power FM. Il sera pris en charge à l'hôpital pour de légères blessures. Le niveau d'alcool dans le sang de Horan étant de 0.106%, elle perd son permis de conduire. Elle avait déjà été arrêtée pour "conduite sous l'influence de l'alcool" en 2004 et 2007 il s'agit donc de sa troisième infraction. Son label Fluxus publie un communiqué officiel s'excusant et suspendant toutes ses activités. Le 9 janvier 2017, Horan est condamnée à une amende de 7 millions de won (4730€), en tenant compte de l'accord à l'amiable conclu avec le conducteur de camion blessé.

## Discographie

### Extended plays
| Titre         | Détails sur l'album                                                                         | Meilleure position | Ventes      |
| Titre         | Détails sur l'album                                                                         | COR                | Ventes      |
| ------------- | ------------------------------------------------------------------------------------------- | ------------------ | ----------- |
| She's Alright | - Date de sortie: 19 mai 2015 - Label: Fluxus Music, KT Music - Formats: CD, téléchargement | 21                 | - COR: 449+ |
| Wonderland    | - Date de sortie: 24 août 2016 - Label: Zihadahl, KT Music - Formats: CD, téléchargement    | 47                 | NC          |

### Singles
| Titre                                            | Année | Meilleure position | Album                |
| Titre                                            | Année | COR                | Album                |
| ------------------------------------------------ | ----- | ------------------ | -------------------- |
| "Flowers Bloom" (꽃이 피네요) avec Alex Chu      | 2011  | 51                 | Only You OST         |
| "Maybe Maybe" (어쩌면 어쩌면) avec Alex Chu      | 2012  | 23                 | Music and Lyrics OST |
| "Maybe" (메이비) avec Freestyle                  | 2014  | 18                 | single sans album    |
| "She's Alright" (괜찮은 여자)                    | 2015  | —                  | She's Alright        |
| "Alice" (앨리스)                                 | 2016  | —                  | Wonderland           |
| "—" signifie que le morceau ne s'est pas classé. |       |                    |                      |

### Collaborations
| Année | Titre                                   | Artiste       |
| ----- | --------------------------------------- | ------------- |
| 2005  | "Heart Of Snow Girl" (마음이 눈뜰때)    | Buga Kingz    |
| 2006  | "Greed" (욕심일까)                      | 2soo          |
| 2006  | "The Little Match Girl" (성냥팔이소녀)  | 015B          |
| 2007  | "Open The Door" (문을 열어 문으로)      | MC Sniper     |
| 2007  | "Crazy Night"                           | Slow Jam      |
| 2007  | "Will You Still Love Me Tomorrow?"      | Lee Jeong-sik |
| 2008  | "Cry"                                   | Mighty Mouth  |
| 2008  | "Accompanied" (동행)                    | Park Ki-young |
| 2008  | "Dala Song"                             | Park Ki-young |
| 2009  | "You Are The One"                       | Epik High     |
| 2009  | "Make My Day"                           | Sound Around  |
| 2009  | "What Should I Do" (어떻게 해야 하나요) | Kim Jin-pyo   |
| 2010  | "Sweet Bubble" (달콤한 버블)            | Haewon        |
| 2010  | "Incoming Call" (전화가 오네)           | Electroboyz   |
| 2014  | "Maybe" (메이비)                        | Freestyle     |

### Bandes-son
| Année | Titre                                                                     | Album                                         |
| ----- | ------------------------------------------------------------------------- | --------------------------------------------- |
| 2007  | "I Only Know Love (You Are My Destiny)" (사랑밖에 난 몰라 (너는 내 운명)) | At the Movies OST (Édition coréenne spéciale) |
| 2007  | "Dazzling Days" (눈부신 날들)                                             | Que Sera, Sera OST                            |
| 2008  | "Listen To My Heart"                                                      | Listen Campaign OST                           |
| 2009  | "Uneasy Love" (불안한 사랑)                                               | The City Hall' OST                            |
| 2010  | "Part Time Lover" avec Alex Chu                                           | Pasta OST                                     |
| 2010  | "Wicked Person" (미운 사람)                                               | Three Sisters OST                             |
| 2011  | "Flowers Bloom" (꽃이 피네요) avec Alex Chu                               | Only You OST                                  |
| 2012  | "Maybe Maybe" (어쩌면 어쩌면) avec Alex Chu                               | Music and Lyrics OST                          |
| 2014  | "Lost Things" (잃어버린 것들)                                             | Ghost-Seeing Detective Cheo-yong OST          |

## Filmographie

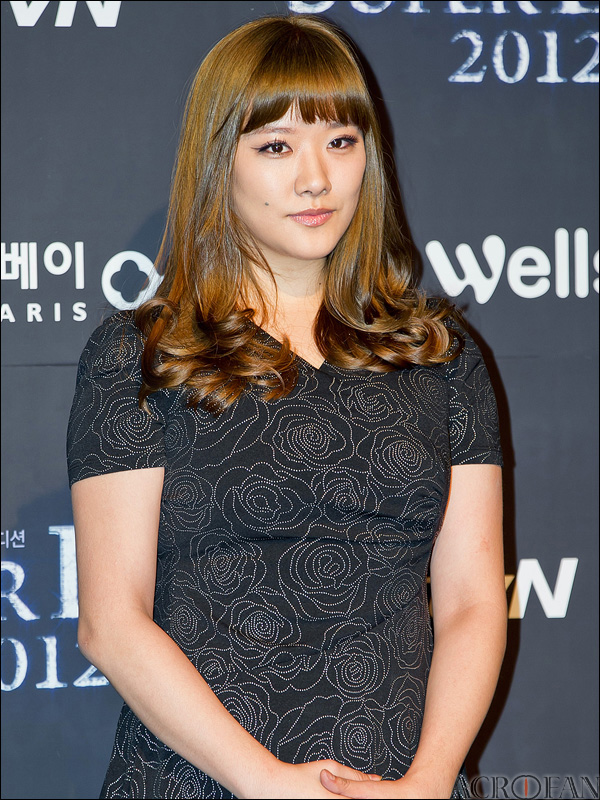
Horan en 2012

### Films
| Année | Titre        | Rôle           | Notes | Réf.   |
| ----- | ------------ | -------------- | ----- | ------ |
| 2005  | April Snow   | Elle-même      | Caméo |        |
| 2011  | Always       |                | Caméo |        |
| 2014  | Fashion King | Une secrétaire | Caméo | [ 14 ] |

### Dramas
| Année | Chaîne | Titre               | Rôle              | Notes                | Réf.   |
| ----- | ------ | ------------------- | ----------------- | -------------------- | ------ |
| 2010  | KBS 2  | Call of the Country | Choi Eun-seo      | Personnage principal | [ 15 ] |
| 2011  | MBC    | The Greatest Love   | Radio DJ          | Caméo                | [ 16 ] |
| 2014  | MBC    | Triangle            | Chanteuse de jazz | Caméo                | [ 17 ] |

### Divertissement
| Année | Chaîne | Titre           | Rôle              |
| ----- | ------ | --------------- | ----------------- |
| 2005  | KBS    | Power Interview | Membre du panel   |
| 2011  | Mnet   | Superstar K3    | Juge préliminaire |
| 2016  | JTBC   | China Doll      | Membre du panel   |

### Émissions de variété
| Année | Chaîne | Titre                     | Rôle         |
| ----- | ------ | ------------------------- | ------------ |
| 2009  | SBS    | Strong Heart              | Participante |
| 2011  | Mnet   | Beatles Code              | Invitée      |
| 2016  | MBC    | King of Mask Singer       | Participante |
| 2016  | JTBC   | Kim Je-dong's Talk to You | Invitée      |

### Radio
| Année     | Station      | Titre                          | Rôle    |
| --------- | ------------ | ------------------------------ | ------- |
| 2006–2007 | MBC FM4U     | Music Street                   | DJ      |
| 2008      | KBS          | Cultural Zone                  | Invitée |
| 2008      | tvN          | Slow Talk Crocodile            | Invitée |
| 2009      | EBS FM       | World Music Travel             | Invitée |
| 2010      | XTM          | Extreme! Survival Racing Queen | Invitée |
| 2010      | MBC          | Gag Show                       | Invitée |
| 2011      | MBC          | Super Blogger                  | Invitée |
| 2011      | MBC Every1   | My Man Can                     | Invitée |
| 2014      | SBS Power FM | Horan Power FM                 | DJ      |
| 2015      | tvN          | Issues To Deal With Properly   | Invitée |